# OTV (Liban)

Logo stacji OTV

OTV lub Orange TV – libańska stacja telewizyjna, związana z Wolnym Ruchem Patriotycznym Michela Aouna. Rozpoczęła nadawanie programu w lipcu 2007 roku.